# Preussenelektra
Die Preussenelektra GmbH (Eigenschreibweise PreussenElektra) mit Sitz in Hannover ist eine hundertprozentige Tochtergesellschaft der E.ON SE und wickelt alle Kernkraftaktivitäten nach dem Atomausstieg 2023 in Deutschland ab.
Preussenelektra entstand im Juli 2016 durch Umfirmierung aus der E.ON Kernkraft GmbH in Anlehnung an die im Jahr 2000 auf E.ON fusionierte Preussenelektra AG. Dies geschah, um die nach Abspaltung von Uniper bei E.ON verbliebenen Atomkraftaktivitäten von den restlichen betriebenen Geschäftsfeldern eindeutig abzugrenzen.

## Stillgelegte Kernkraftwerke
- Kernkraftwerk Brokdorf (80 %), Brokdorf, Schleswig-Holstein; stillgelegt am 31. Dezember 2021
- Kernkraftwerk Brunsbüttel (33,3 %), Brunsbüttel, Schleswig-Holstein; stillgelegt im Jahr 2011
- Kernkraftwerk Grafenrheinfeld, Grafenrheinfeld, Bayern; stillgelegt am 27. Juni 2015
- Kernkraftwerk Grohnde (83,3 %), Grohnde, Niedersachsen; stillgelegt am 31. Dezember 2021
- Kernkraftwerk Isar 1, Essenbach, Bayern; stillgelegt im Jahr 2011
- Kernkraftwerk Isar 2 (75 %), Essenbach, Bayern; stillgelegt am 15. April 2023
- Kernkraftwerk Krümmel (50 %), Geesthacht, Schleswig-Holstein; stillgelegt im Jahr 2011
- Kernkraftwerk Stade (66,7 %), Bassenfleth, Niedersachsen; stillgelegt am 14. November 2003
- Kernkraftwerk THTR-300 (17,3 %), Hamm, Nordrhein-Westfalen; stillgelegt im Jahr 1989
- Kernkraftwerk Unterweser, Nordenham, Niedersachsen; stillgelegt am 18. März 2011
- Kernkraftwerk Würgassen, Würgassen, Nordrhein-Westfalen, stillgelegt 26. August 1994